# Borhyaenidium
Borhyaenidium és un gènere de marsupial sud-americà extint que visqué a Nord-amèrica des del Miocè superior fins al Pliocè inferior. Se n'han trobat restes fòssils a l'Argentina i Bolívia.